# Jetzt erst recht! (Fernsehserie)
Jetzt erst recht! ist eine Fernsehserie des ZDF. Eine junge Mutter wird als Schöffin an das Lübecker Landgericht berufen und trägt dort engagiert zur Rechtsprechung bei. Die Erstausstrahlung lief 2005 donnerstags um 19.30 Uhr.

## Handlung
Rike Horak, Mutter zweier Kinder, wird als Schöffin an das Landgericht Lübeck berufen. Zunächst ist sie gar nicht begeistert von ihrer neuen Aufgabe, doch ihr Interesse am Kampf gegen das Verbrechen und für ein gerechtes Urteil nimmt schnell zu. Mit dem Richter Dr. Heribert Koch und dem Staatsanwalt Dr. Matthias Schaller liegt sie bald in Dauerstreit, denn durch ihr intensives Nachfragen und eigene Recherchen erhöht sie den gerichtlichen Aufwand. Letztendlich trägt ihre Beharrlichkeit aber immer zum Sieg der Gerechtigkeit bei.

## Episoden
| Folge | Titel                                | Ausstrahlung     |
| ----- | ------------------------------------ | ---------------- |
| 1     | Drei Mörder und eine Leiche          | 17. Februar 2005 |
| 2     | Schmutzige Wäsche                    | 24. Februar 2005 |
| 3     | Das Geheimnis der siebten Querstraße | 3. März 2005     |
| 4     | Du sollst nicht töten                | 10. März 2005    |
| 5     | Verraten und verkauft                | 17. März 2005    |
| 6     | Wochenend' und Sonnenschein          | 24. März 2005    |
| 7     | Zu schön, um wahr zu sein            | 7. April 2005    |
| 8     | Wer anderen eine Grube gräbt...      | 14. April 2005   |
| 9     | Eisen 7                              | 21. April 2005   |
| 10    | Künstlerpech                         | 28. April 2005   |